# 電力公司 (桌上遊戲)

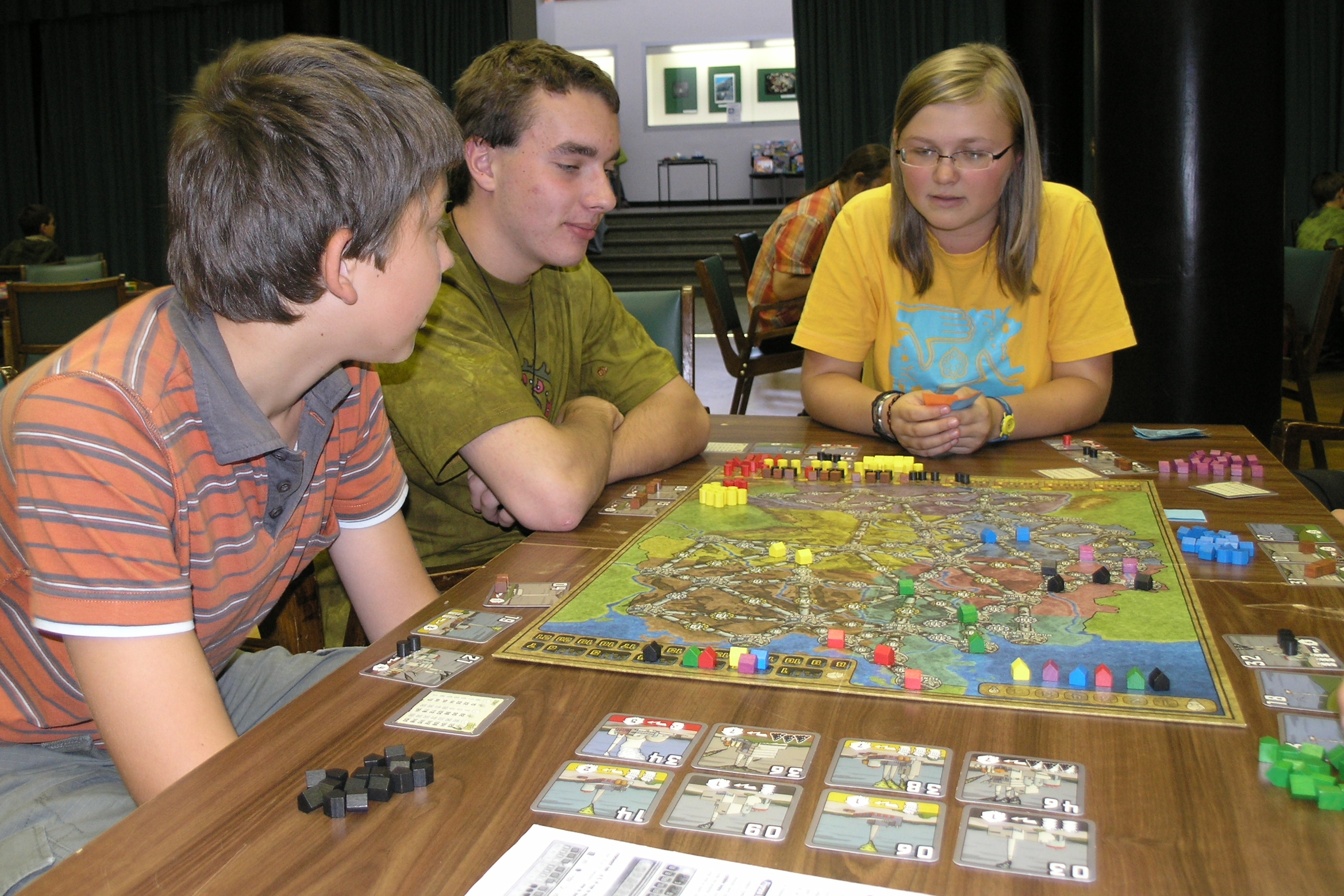
發電廠 (桌上遊戲)

电力公司（德語：Funkenschlag）是一个多人的德式桌上游戏，由弗里德曼·弗里斯设计。

## 游戏介绍

### 游戏内容
游戏中，所有玩家代表一个电力公司，通过竞买电厂、购买原料为城市供电并扩张自己的版图。当某位玩家所拥有的可发电城市数量达到约定的数量时（该数量视游戏人数而定），所有玩家完成这一回合游戏即告结束，此时能够给最多城市发电的玩家获胜（若有两位以上的玩家可以给同样多的城市发电时，剩余代币数量最多的玩家获胜）。

### 游戏工具
游戏通常有一下组件：
- 1块地图板（包括地图，计分区，资源市场）。标准地图版两面分别为德国和美国。扩展的地图版有法国、意大利、中國、韓國等。
- 132个木质房屋单位，6种颜色（绿色，黄色，红色，蓝色，紫色及黑色）各22个。
- 84个木质资源单位，其中煤24枚（棕色），石油24枚（黑色），垃圾24枚（黄色），铀12枚（红色）。
- 43张发电厂卡片（包括42张电厂卡及一张“第三阶段”卡）
- 6张简易说明卡片
- 代币若干

## 外部連結
- 發電廠（電力公司）介紹 （页面存档备份，存于）（中文）